# Lateralna inhibicija
Lateralna inhibicija je pojav v živčnem sistemu živali, kjer vzdražena živčna celica s svojo aktivnostjo zavira delovanje sosednjih živčnih celic.
Takšna vrsta inhibitornih povezav je posebej pogosta v čutilih, kjer izboljšuje kontrast in ločljivost zaznave. Pojav je prvi jasno demonstriral avstrijski fizik Ernst Mach, ki je izdelal znano optično prevaro, t. i. Machove trakove. Slika je sestavljena iz sivih pasov nekoliko različnih odtenkov, med njimi pa je oster prehod. Ob pogledu na mejo med trakovoma se zdi, da je rob svetlega traku svetlejši kot njegov preostali del, rob temnega pa temnejši.
Nevronalno osnovo pojava je pojasnila vrsta poskusov, ki so jih opravili v 1950. letih na Univerzi Rockefeller pod vodstvom H.K. Hartlinea. Za poskusni objekt so uporabili sestavljeno oko ostvarja. Eno samo očesce so v temnici osvetljevali z močno usmerjeno svetlobo in snemali njegov odgovor - proženje akcijskih potencialov. Ko so prižgali luč, je mehka okoliška svetloba zmanjšala aktivnost (število akcijskih potencialov) tega očesca. Kasneje so z usmerjenim osvetljevanjem posameznih očesc dokazali, da je izvor inhibicije v sosednjih celicah in da je vpliv popolnoma recipročen ter sorazmeren z jakostjo draženja. Za to odkritje je Hartline leta 1967 prejel Nobelovo nagrado.
Lateralna inhibicija je najbolje poznana na primeru vida, bila pa je opisana tudi v mnogih drugih čutilnih sistemih pri zelo različnih skupinah živali. V praksi lateralna inhibicija v čutilu za vid izboljšuje kontrast in ločljivost zaznave slike. Ker je inhibitorno delovanje omejeno na bližnje celice, je učinek najmočnejši na robovih polj z različnimi odtenki, kar ojača robove in olajša prepoznavo oblik. Za primer Machovih trakov, svetlo polje močneje aktivira del mrežnice, na katerega pada močnejša svetloba. Znotraj polja ni razlik, saj je inhibicija recipročna, na meji s temnejšim poljem pa ta aktivacija povzroča močnejšo inhibicijo manj osvetljenih čutnic - zato se zdi temnejši odtenek ob robu še bolj temen. Na temnem polju je učinek obraten.
Na podoben način so povezani t. i. stretch receptorji, ki zaznavajo napetost v kitah, vendar je tu namen drugačen. Ob dolgotrajni aktivaciji prične receptor inhibirati sosednje, hkrati pa preko povratne zanke tudi sam sebe, kar povzroči adaptacijo na dražljaj.